# Thomas Rückerl
Thomas Rückerl (* 14. April 1964 in Hamburg) ist ein deutscher Psychologe, Unternehmensberater, Management-Coach und Buchautor. Er ist Gründer und Gesellschafter des Hamburger Ausbildungsinstituts V.I.E.L Coaching + Training.

## Leben
Rückerl studierte von 1984 bis 1990 Psychologie an der Universität Hamburg. 1989 bis 1990 gründete er den Verein für Intelligente Entwicklung und Lösungen (V.I.E.L) unter Supervision von Friedemann Schulz von Thun und Matthias Burisch mit.
Seit 1990 arbeitet Rückerl neben seiner Tätigkeit als Autor als Unternehmensberater, Business-Trainer und Business-Coach.

## Werke
- NLP in Stichworten. Das aktuelle NLP-Lexikon. Ein Überblick für Einsteiger und Fortgeschrittene, Junfermann 1994, ISBN 3-87387-080-0
- Sinnliche Intelligenz. Ein motivierendes Trainingsprogramm, Junfermann 1996, ISBN 3-87387-403-2
- mit Jörn Ehrlich: NLP in Action. Die Kunst des NLP als angewandte Psychologie im täglichen Leben und in der professionellen Kommunikation, 3. Aufl., Junfermann 2001, ISBN 3-87387-255-2.
- mit Nikolaus.B. Enkelmann: Die Macht des Vertrauens. Erfolg durch positive Gesprächsführung, Junfermann 2004, ISBN 3-87387-571-3.
- mit Torsten Rückerl: Coaching mit NLP-Werkzeugen, Wiley 2008, ISBN 978-3-527-50351-3
- mit Nikolaus B. Enkelmann: Mit Vertrauen gewinnen. Vertrauen ist die Grundlage positiver Lebensführung, Walhalla 2010, ISBN 978-3-8029-3267-0.
- Das große Praxis-Handbuch Business Coaching. Die wirkungsvollsten Werkzeuge für Profis, Wiley 2015, ISBN 978-3-527-50830-3.